# Groupe E des éliminatoires de la zone Afrique de la Coupe du monde de football 2026
Navigation
Groupe D Groupe F
Le groupe E de la zone Afrique des éliminatoires de la Coupe du monde de football 2026 est l'un des neuf groupes de la zone Afrique des éliminatoires de la Coupe du monde qui se déroulera en 2026 aux États-Unis, au Canada et au Mexique. Le groupe E des éliminatoires de la coupe du monde 2026 se compose du Maroc, demi-finaliste lors de la précédente Coupe du monde 2022 au Qatar, de la Zambie, du Congo, de la Tanzanie, du Niger, et de l'Érythrée
Le vainqueur du groupe se qualifie directement pour la coupe du monde, et les quatre meilleurs deuxièmes des groupes se qualifient aux barrages continental.

## Tirage au sort
Le tirage au sort des groupes a eu lieu le 13 juillet 2023, à 17h30 heure française, dans la ville d'Abidjan en Côte d'Ivoire.

## Classement
| Rang | Équipe   | Pts     | J       | G       | N       | P       | Bp      | Bc      | Diff    |  | Résultats (▼ dom., ► ext.) |     |      |      |      |      |
| ---- | -------- | ------- | ------- | ------- | ------- | ------- | ------- | ------- | ------- |  | -------------------------- | --- | ---- | ---- | ---- | ---- |
| 1    | Maroc    | 15      | 5       | 5       | 0       | 0       | 14      | 2       | +12     |  | Maroc                      |     | -    | 2-0  | 2-1  | Ann. |
| 2    | Niger    | 6       | 4       | 2       | 0       | 2       | 6       | 4       | +2      |  | Niger                      | 1-2 |      | 0-1  | 2-1  | Ann. |
| 3    | Tanzanie | 6       | 4       | 2       | 0       | 2       | 2       | 4       | -2      |  | Tanzanie                   | 0-2 | -    |      | -    | Ann. |
| 4    | Zambie   | 3       | 4       | 1       | 0       | 3       | 6       | 7       | -1      |  | Zambie                     | -   | -    | 0-1  |      | 4-2  |
| 5    | Congo    | 0       | 3       | 0       | 0       | 3       | 2       | 13      | -11     |  | Congo                      | 0-6 | 0-3* | Ann. | Ann. |      |
| -    | Érythrée | Forfait | Forfait | Forfait | Forfait | Forfait | Forfait | Forfait | Forfait |  |                            |     |      |      |      |      |

Le 1er novembre 2023, est annoncée le forfait de l'Érythrée aux qualifications à la Coupe du monde dont leur dernier match officiel remonte au 10 septembre 2019 (défaite 2-0 face à la Namibie).
Le 26 juin 2024, le Congo se prend une défaite sur tapis vert (0-3) face au Niger en raison de son refus de jouer le match à Kinshasa en République démocratique du Congo.
Le 6 février 2025, est annoncée la suspension du Congo aux qualifications à la Coupe du monde à la suite d'une ingérence politique. Leur dernier match officiel remonte au 19 novembre 2024 (défaite 0 - 1 face à l'Ouganda en qualifications pour la Coupe d'Afrique des nations de football 2025). Sans levée de sanction, la CAF en collaboration avec la FIFA prend la décision d'annuler leurs matchs restants.

## Résultats
| 1re journée                    | Zambie                                                                               | 4 - 2   | Congo                                                  | Levy Mwanawasa Stadium, Ndola |                              |
| 17 novembre 2023 17h00 (18h00) | ( E. Banda) Daka 5e · ( Kangwa) La. Banda 43e · ( La. Banda) Sakala 69e · Daka 90+2e | (2 - 2) | 13e M'Boussy (Andzouana ) · 15e Bassouamina (Makouta ) | Arbitrage : Mahmoud El Banna  | Arbitrage : Mahmoud El Banna |
| 17 novembre 2023 17h00 (18h00) | Rapport (FIFA) Rapport (CAF)                                                         |         |                                                        | Arbitrage : Mahmoud El Banna  | Arbitrage : Mahmoud El Banna |

| 18 novembre 2023 | Niger                                                      | 0 - 1                        | Tanzanie                                                                      | Stade de Marrakech, Marrakech                 |                                               |
| 17h00            |                                                            | (0 - 0)                      | 56e M'Mombwa (Samatta )                                                       | Spectateurs : 178 Arbitrage : Lotfi Bekouassa | Spectateurs : 178 Arbitrage : Lotfi Bekouassa |
| 17h00            | Moumouni 16e · Massoudi 24e · Diabaté 79e · Katakoré 90+7e | Rapport (FIFA) Rapport (CAF) | 42e Msuva · 49e Miroshi · 51e Salum · 89e Job · 90+5e Samatta · 90+7e Abraham | Spectateurs : 178 Arbitrage : Lotfi Bekouassa | Spectateurs : 178 Arbitrage : Lotfi Bekouassa |

| 2e journée             | Niger                                                    | 2 - 1                        | Zambie                                   | Grand stade de Marrakech, Marrakech           |                                               |
| 21 novembre 2023 20h00 | ( Goumey) Moutari 6e · ( Djibrilla) Goumey 28e           | (2 - 0)                      | 50e Daka                                 | Spectateurs : 200 Arbitrage : Abdulrazg Ahmed | Spectateurs : 200 Arbitrage : Abdulrazg Ahmed |
| 21 novembre 2023 20h00 | Moumouni 37e · Salifou 39e · Djibrilla 74e · Moutari 82e | Rapport (FIFA) Rapport (CAF) | 55e Sakala · 67e Sunzu · 90+6e La. Banda | Spectateurs : 200 Arbitrage : Abdulrazg Ahmed | Spectateurs : 200 Arbitrage : Abdulrazg Ahmed |

| 21 novembre 2023 | Tanzanie                                   | 0 - 2                        | Maroc                                                | Stade Benjamin Mkapa, Dar es Salam            |                                               |
| 20h00 (22h00)    |                                            | (0 - 1)                      | 28e Ziyech (Aguerd ) · 53e (csc) Mwaikenda           | Spectateurs : 60 000 Arbitrage : Abongile Tom | Spectateurs : 60 000 Arbitrage : Abongile Tom |
| 20h00 (22h00)    | Mao 18e · Miroshi 36e, 65e · Mwaikenda 74e | Rapport (FIFA) Rapport (CAF) | 13e Mazraoui · 52e Hakimi · 65e Amrabat · 74e Ziyech | Spectateurs : 60 000 Arbitrage : Abongile Tom | Spectateurs : 60 000 Arbitrage : Abongile Tom |

| 3e journée                | Congo | 0 - 3 Forfait | Niger | Stade des Martyrs, Kinshasa |                           |
| 6 juin 2024 18h00 (17h00) |       |               |       | Arbitrage : Boubou Traore   | Arbitrage : Boubou Traore |

| 7 juin 2024   | Maroc                             | 2 - 1                                  | Zambie       | Stade Adrar, Agadir |                     |
| 21h00 (20h00) | Ziyech 6e (pen.) · Ben Seghir 67e | (1 - 0)                                | 80e Chilufya | Arbitrage : Issa Sy | Arbitrage : Issa Sy |
| 21h00 (20h00) |                                   | 43e Mphande · 72e Kangwa · 74e Musonda |              | Arbitrage : Issa Sy | Arbitrage : Issa Sy |

| 4e journée         | Zambie                      | 0 - 1   | Tanzanie                                                            | Levy Mwanawasa Stadium, Ndola |                     |
| 11 juin 2024 18h00 |                             | (0 - 1) | 5e Shentembo                                                        | Arbitrage : Bouh A.           | Arbitrage : Bouh A. |
| 11 juin 2024 18h00 | Kampamba 81e · Kangwa 90+7e |         | 33e Mzize · 36e Yahya · 83e Juma · 90+3e M'Mombwa · 90+4e Mwaikenda | Arbitrage : Bouh A.           | Arbitrage : Bouh A. |

| 11 juin 2024  | Congo                                                 | 0 - 6   | Maroc                                                    | Stade Adrar, Agadir                                |                                                    |
| 21h00 (20h00) |                                                       | (0 - 4) | 8e Ounahi · 16e Riad · 20e 39e 53e El Kaabi · 62e Rahimi | Spectateurs : 30 000 Arbitrage : Nii Ayi Laryea D. | Spectateurs : 30 000 Arbitrage : Nii Ayi Laryea D. |
| 21h00 (20h00) | Makouta 12e · Andzouana 15e · Tsouka 29e · Otanga 83e |         |                                                          | Spectateurs : 30 000 Arbitrage : Nii Ayi Laryea D. | Spectateurs : 30 000 Arbitrage : Nii Ayi Laryea D. |

| 5e journée                 | Niger                                   | 1 - 2   | Maroc                            | Stade d'honneur d'Oujda, Oujda                   |                                                  |
| 21 mars 2025 22h30 (21h30) | Oumarou 47e                             | (0 - 0) | Saibari 60e · El Khannouss 90+1e | Spectateurs : 20 000 Arbitrage : Omar Abdulkadir | Spectateurs : 20 000 Arbitrage : Omar Abdulkadir |
| 21 mars 2025 22h30 (21h30) | Oumarou 8e · Sosah 88e · Amoustapha 89e |         | Hakimi 66e · Brahim 88e          | Spectateurs : 20 000 Arbitrage : Omar Abdulkadir | Spectateurs : 20 000 Arbitrage : Omar Abdulkadir |

| 6e journée                 | Maroc                          | 2 - 0   | Tanzanie | Stade d'honneur d'Oujda, Oujda    |                                   |
| 25 mars 2025 22h30 (21h30) | Aguerd 51e · Brahim 58e (pen.) | (0 - 0) |          | Arbitrage : Alhadi Allaou Mahamat | Arbitrage : Alhadi Allaou Mahamat |
| 25 mars 2025 22h30 (21h30) | Rapport                        |         |          | Arbitrage : Alhadi Allaou Mahamat | Arbitrage : Alhadi Allaou Mahamat |

| 7e journée                            | Maroc | - | Niger | Complexe sportif Moulay-Abdallah, Rabat |             |
| 1er septembre 2025 heure à déterminer |       |   |       | Arbitrage :                             | Arbitrage : |

| 8e journée                          | Zambie | - | Maroc | stade à déterminer |             |
| 8 septembre 2025 heure à déterminer |        |   |       | Arbitrage :        | Arbitrage : |

| 8 septembre 2025   | Tanzanie | - | Niger | stade à déterminer |             |
| heure à déterminer |          |   |       | Arbitrage :        | Arbitrage : |

| 9e journée                        | Tanzanie | - | Zambie | stade à déterminer |             |
| 6 octobre 2025 heure à déterminer |          |   |        | Arbitrage :        | Arbitrage : |

| 10e journée                        | Zambie | - | Niger | stade à déterminer |             |
| 13 octobre 2025 heure à déterminer |        |   |       | Arbitrage :        | Arbitrage : |

## Statistiques

### Buteurs
3 buts
- Ayoub El Kaabi
- Patson Daka

2 buts
- Hakim Ziyech

1 but
- Eliesse Ben Seghir
- Azzedine Ounahi
- Soufiane Rahimi
- Chadi Riad
- Bilal El Khannouss
- Ismail Saibari

- Lameck Banda
- Fashion Sakala
- Mons Bassouamina
- Silvère M'Boussy
- Charles M'Mombwa
- Waziri Shentembo